# Breeda Moynihan-Cronin

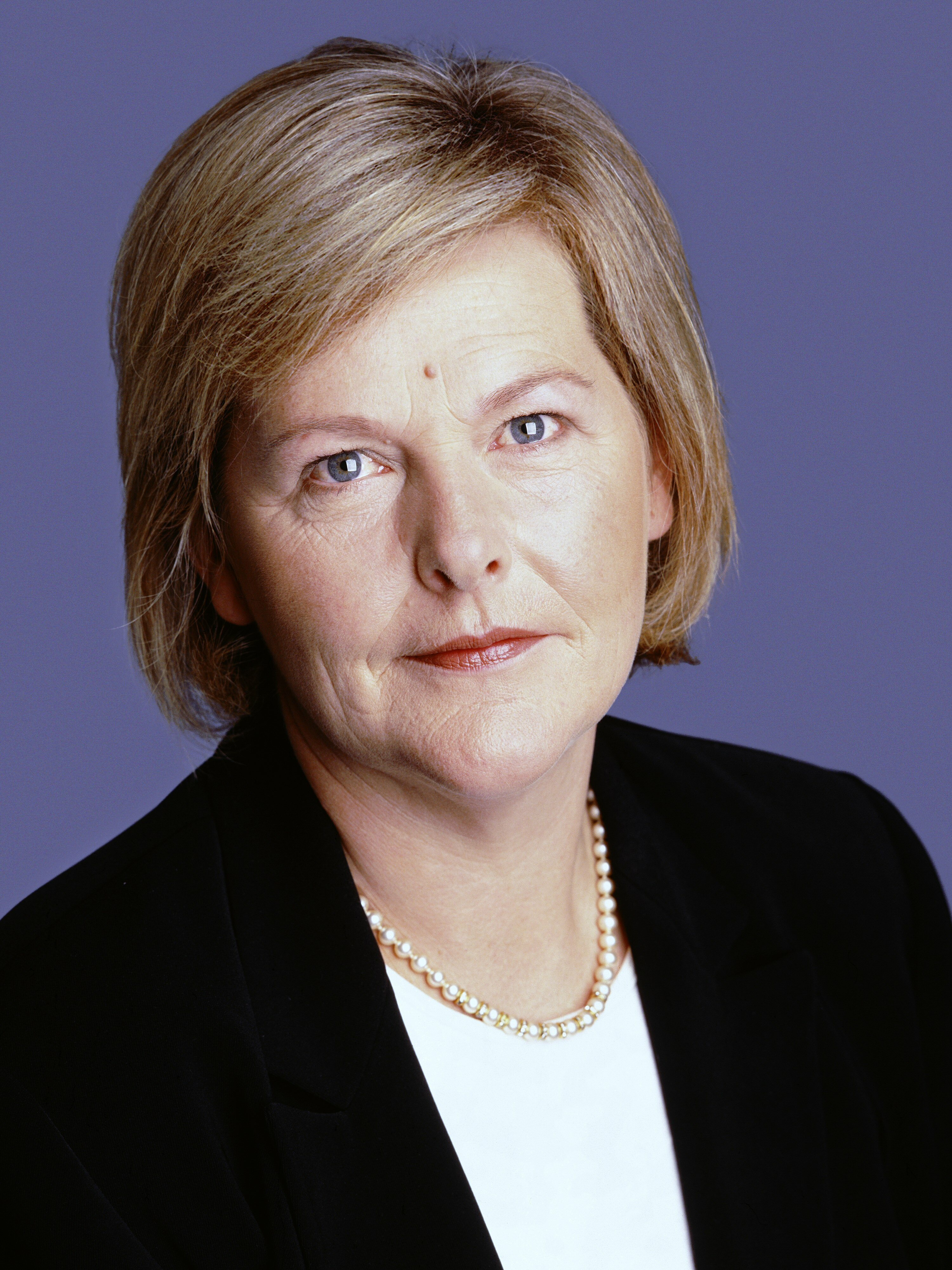
Breeda Moynihan-Cronin (2002)

Breeda Moynihan-Cronin (geborene Moynihan, * 31. März 1953 in Cork) ist eine ehemalige irische Politikerin der Irish Labour Party. Sie war von 1992 bis 2007 Mitglied (Teachta Dála) im Dáil Éireann, dem Unterhaus des irischen Parlaments.

## Leben
Breeda Moynihan ist eine Tochter des Politikers Michael Moynihan in Cork geboren, wuchs aber in Killarney, County Kerry, auf. Sie arbeitete nach dem Schulabschluss als Bankangestellte. 1991 wurde sie in den Kerry County Council gewählt. Ihren Vater folgte sie bei den Wahlen 1992 für den Wahlkreis Kerry South in den Dáil Éireann. Sie trat jeweils zu den Wahlen 1997 und 2002 erfolgreich an und konnte den Sitz verteidigen. Trotz gesundheitlicher Probleme entschloss sie sich, auch zu den Wahlen zum Dáil Éireann 2007 anzutreten, konnte jedoch nicht genügend Stimmen erringen. 
2011 rückte sie erneut in den Kerry County Council nach. Danach trat sie jedoch nicht mehr an. 